# Grinder (groupe)
Pour les articles homonymes, voir Grinder.
Grinder  est un groupe allemand de thrash et speed metal. Formé en 1985, le groupe compte trois albums studio, deux démos, un single et un EP avant de se séparer en 1991.

## Biographie
Le groupe est formé en 1985 ou 1986 et se composait du chanteur et bassiste Adrian Hahn, du batteur Stefan Arnold et des guitaristes Andy Ergün et Lario Teklic. Après deux démos, le groupe signe un contrat avec No Remorse Records, et sort son premier album, Dawn for the Living, en 1988. L'album suit en 1989 de l'album Dead End. Ils jouent en Turquie en 1990. Le groupe signe ensuite chez Noise Records et sort en 1991, son dernier album Nothing is Sacred, avant de se séparer.

## Style musical
Le groupe joue du speed et thrash metal dans la veine de Flotsam and Jetsam et Vendetta.

## Membres
- Adrian Hahn - voix, guitare basse (1985–1991)
- Andy - guitare solo (1985–1991)
- Lario - guitare rythmique (1985–1991)
- Andi - guitare basse (1985–1991)
- Stefan Arnold - batterie (1985–1991)

## Discographie
- 1985 : Scared to Death (démo)
- 1987 : Sirens (démo)
- 1988 : Dawn for the Living
- 1989 : Just Another Scar (single)
- 1989 : Dead End
- 1990 : The 1st EP (EP)
- 1991 : Nothing is Sacred